# Jamie Miller
Jamie Miller (Cardiff, País de Gales, 9 de setembro de 1997) é um cantor e compositor galês. Miller lançou seu primeiro single intitulado City That Never Sleeps em julho de 2020.
Miller então lançou seus próximos singles, como Onto Something (2020), Hold You 'Til We're Old (2021) e Here's Your Perfect (2021).

## Biografia
Miller nasceu em Cardiff, País de Gales com sua mãe, pai e duas irmãs e começou a cantar na escola primária.

### The X Factor
No começo, Miller se inscreveu no The X Factor UK, mas infelizmente não passou no teste.

### The Voice UK (2017)
Em 2017, Miller tentou outra chance ao se juntar a uma audição do The Voice UK em sua sexta temporada. Ele passou com sucesso no teste e foi escolhido diretamente para fazer parte da equipe de Jennifer Hudson. Miller sempre passou em várias seleções, começando na audição cega, rodada de batalha, show ao vivo, semifinais e finais. Ele conseguiu as 3 primeiras posições no episódio final.

## Discografia

### Singles
- The City That Never Sleeps (2020)
- All I Want for Christmas Is You (2020)
- Onto Something (2020)
- Hold You 'Til We're Old (2021)
- Here's Your Perfect (2021)
- Running Out of Roses (com Alan Walker) (2021)
- I Lost Myself In Loving You (2022)
- Last Call (2022)

### Álbuns
- Broken Memories (2022)[5]

## Prêmios
- Jovem e Promissor Artista Internacional - SCTV Music Awards (2022)[6][7]